# Termografia

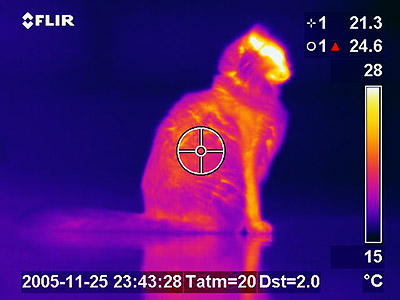
Kot w kamerze termowizyjnej

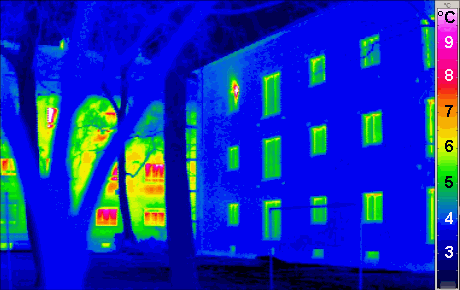
Termografia budynków

Termografia – proces obrazowania w paśmie średniej podczerwieni (o długości fali od 9 do 14 μm). Pozwala on na rejestrację promieniowania cieplnego emitowanego przez ciała fizyczne w przedziale temperatur spotykanych w warunkach codziennych, bez konieczności oświetlania ich zewnętrznym źródłem światła, a w niektórych rozwiązaniach na dokładny pomiar temperatury tych obiektów.
Termografia stosowana jest, między innymi, w badaniach naukowych, obrazowaniu medycznym, przez policję, wojsko oraz przy diagnostyce urządzeń mechanicznych, obwodów elektrycznych i termoizolacji budynków.

## Zastosowania termografii

### Termografia w przemyśle
W przemyśle termografia wykorzystywana jest do kontroli procesów technologicznych, w których panują wysokie temperatury lub do wyszukiwania anomalii temperaturowych mogących wskazywać na pierwsze symptomy nadchodzącej awarii.
Kontrola przy bardzo wysokich temperaturach panujących w piecach hutniczych pozwala bezpiecznie i z dużą dokładnością określić poprawność ich działania oraz przebieg procesu technologicznego, a także skontrolować stopień zużycia przegród ochronnych pieca.
W parku maszynowym firm produkcyjnych termogramy ruchomych części maszyn dostarczają ważnych informacji na temat ich zużycia. Zbliżająca się awaria łożyska może zostać wykryta bez potrzeby zatrzymania maszyny, gdyż jego nieprawidłowa praca powoduje wzrost temperatury.
Pomiary termowizyjne przemysłowych instalacji elektrycznych pozwalają ocenić stan obciążenia przewodów, symetryczność obciążenia w układach wielofazowych. Nieprawidłowy wzrost temperatury jest także objawem źle działających styków połączeń elektrycznych i urządzeń oraz aparatów rozdzielczych. Wykrycie takich miejsc podczas okresowych kontroli pozwoli nie tylko uniknąć awarii, ale w wielu przypadkach pożaru.

### Termowizja w energetyce
Do badania linii przesyłowych wysokiego napięcia wykorzystywane są często śmigłowce w wyposażone w kamerę termowizyjną. Oprócz styków połączeń badane są także izolatory ceramiczne, gdyż ich zużycie powodować może nawet eksplozję. Z racji dużych odległości w badaniach konieczne jest wykorzystanie kamer z obiektywem o niskim kącie widzenia. Oprócz badania linii przesyłowych wykonywane są także kontrole rozdzielni elektrycznych, turbin generatorów pracujących w wysokich temperaturach oraz kominów.

### Termowizja w budownictwie

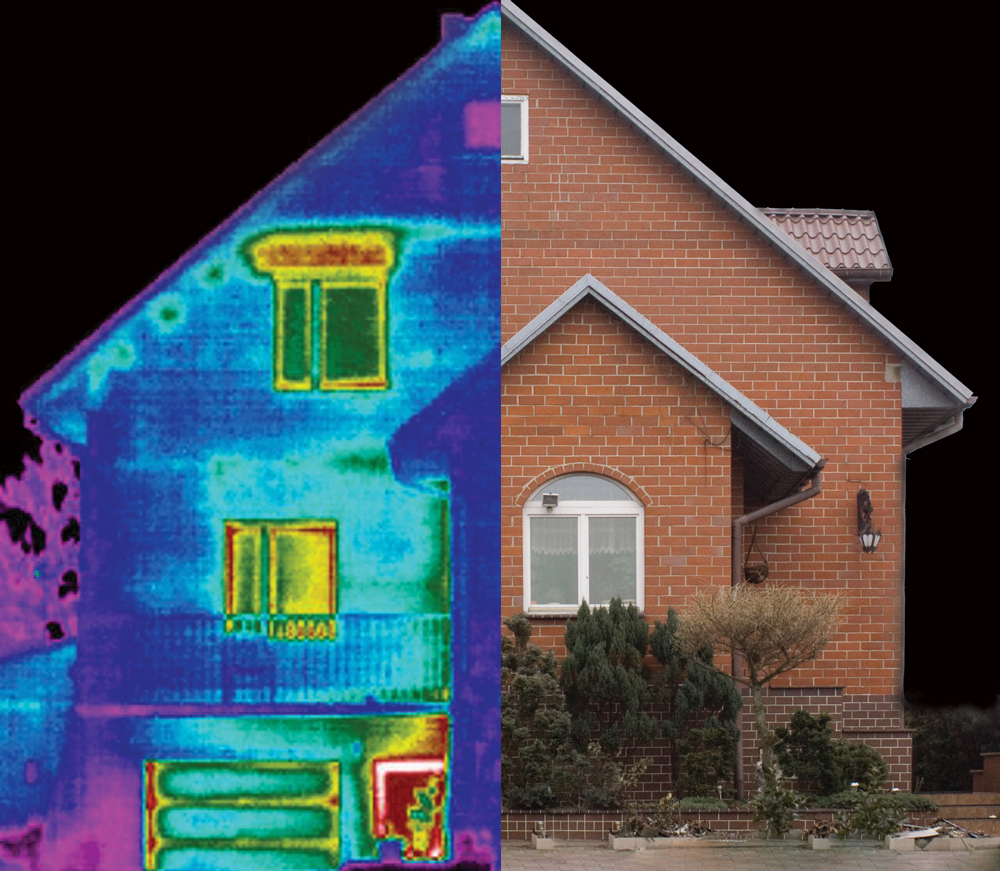
Termowizja w budownictwie

Badania termowizyjne w budownictwie wykorzystywane są do sprawdzania jakości i szczelności izolacji budynków. Są szybką, nowoczesną i niezawodną metodą diagnostyczną izolacyjności cieplnej budynków oraz jakości wykonania. Na wiarygodność pomiaru temperatury przy pomocy termowizji ma wpływ szereg czynników towarzyszących pomiarowi. Dokładny pomiar rozkładu temperatury wymaga dodatkowych zabiegów mających na celu określenie emisyjności badanej powierzchni, wyeliminowanie wpływu ewentualnych błędów w jej określeniu oraz określenie wpływu otoczenia na wynik pomiaru. Z powodu tych trudności w termowizyjnych badaniach izolacyjności cieplnej ścian budynków stosuje się na ogół podejście jakościowe lokalizując jedynie miejsca o podwyższonej temperaturze i tym samym o nadmiernych stratach ciepła, nie dążąc do wyznaczenia dokładnej wartości temperatury. Dodatkowo, aby badanie było wiarygodne i doszło do skutku, różnica temperatur na zewnątrz i wewnątrz budynku powinna wynosić przynajmniej 15 °C. Istotnym czynnikiem jest również nasłonecznienie (im mniejsze, tym lepiej). W budownictwie badania termowizyjne stosowane są również w celu określenia, czy ramy stolarki okiennej są osadzone poprawnie, do wykrywania wad ogrzewania podłogowego, niedrożności instalacji grzewczej i tym podobnych usterek.

### Termografia w medycynie
Termografia medyczna znajduje zastosowanie jako jedna z metod badań układu mikrokrążenia. Jest to badanie nieinwazyjne. Polega na wielopunktowym pomiarze temperatury skóry, z udziałem podczerwieni. Uzyskiwany obraz ma charakter dynamiczny, możliwa jest także wizualizacja profilu temperatury ciała.